# Quthing
Quthing é um dos 10 distritos do Lesoto.

## Demografia
| 1966   | 1976   | 1986    | 1996    | 2006    |
| 72.746 | 88.491 | 119.766 | 126.342 | 124.048 |